# Resistência Islâmica no Iraque
A Resistência Islâmica no Iraque (em árabe: المقاومة الإسلامية في العراق, translit. al-Moqawamat al-Islamiat fi al-Iraq) é um termo abrangente para grupos insurgentes islamistas xiitas pró-Irã no Iraque que tem sido descrito como uma  rede genérica de grupos ideologicamente similares apoiados pelos iranianos em vez de um grupo em si.
Em outubro de 2023, a Resistência Islâmica no Iraque começou a lançar foguetes e drones contra as forças militares dos Estados Unidos no Iraque e na Síria, causando ferimentos leves aos soldados. Lesões cerebrais foram o resultado médico mais citado nas cinco dezenas de ataques às forças estadunidenses. 
A Resistência Islâmica no Iraque também usou um míssil para atacar Israel.